# 榊原英資
榊原 英資（さかきばら えいすけ、1941年〈昭和16年〉3月27日 - ）は、日本の経済学者、青山学院大学教授。専門は国際金融論。
元大蔵官僚で、元丸紅の榊原俊資は実弟。血液型はB型。

## 略歴
横浜国立大学学芸学部附属鎌倉中学校、東京都立日比谷高等学校卒業。日比谷高時代に米国へ交換留学。東京大学経済学部（小宮ゼミ）卒業。
同大学大学院経済学研究科修士課程進学後、時の大蔵省大臣官房秘書課長であった高木文雄に面会し、優の数を増やし、国家公務員上級職試験50番以内で採用条件にすることを告げられる。上級職試験では「経済職」で受験、14番で合格し、東京大学大学院経済学研究科修士課程（理論経済）修了後の1965年に大蔵省入省。それでも同期中、下から2番目での入省であったと自著で述べている。
入省後、ピッツバーグ大学およびミシガン大学に留学。ミシガン大学大学院博士課程修了。学位は経済学博士（ミシガン大学、1969年）。
1977年、官僚批判・自民党政治批判と受け取られかねない論文を出し、竹内道雄事務次官 - 長岡實官房長により埼玉大学教養学部助教授に一旦出される。この頃、新自由クラブからの出馬を検討した。その後大蔵省に復職。1989年6月、理財局総務課長。榊原はこの大蔵省に復職した際から、自分は国際金融畑しかないと考えていた。しかし、当時の国際金融局には榊原と合わない幹部がいたため、当時財務官だった行天豊雄が「早めに戻すと、榊原はどっかに飛ばされちゃうかもしれないな」と気を使い、国際金融局に戻るのが遅れたとされている。1990年6月、東海財務局長。国際金融局次長を務めた後で、最終ポストとされることも多い財政金融研究所所長に転出していたが、当時の武村正義蔵相の強い意向の下、行天らの後押しもあり、久保田勇夫国際金融局次長（現・西日本シティ銀行会長）を押しのける恰好で国際金融局長に就任、のち財務官まで務めた。

### 学歴
- 1964年3月 - 東京大学経済学部卒
- 1965年3月 - 東京大学大学院経済学研究科修士課程修了
- 1969年5月 - ミシガン大学経済学研究科博士課程修了

### 職歴
- 1965年4月 - 大蔵省入省、関税局国際課配属
- 1969年4月 - 大臣官房秘書課財務官室付主任[6]
- 1970年7月 - 豊岡税務署長
- 1971年9月 - 派遣職員（国際通貨基金）
- 1975年7月 - 銀行局保険部保険第一課長補佐
- 1977年8月 - 埼玉大学教養学部助教授
- 1980年9月 - ハーバード大学客員准教授
- 1981年7月 - 大臣官房企画官兼国際金融局調査課
- 1983年4月 - 日本輸出入銀行嘱託（国際金融情報センター総務部長）
- 1985年6月 - 理財局国庫課長
- 1987年7月 - 理財局資金第二課長
- 1988年6月 - 理財局国債課長
- 1989年6月 - 理財局総務課長
- 1990年6月 - 東海財務局長
- 1991年6月 - 大臣官房審議官（国際金融局担当）
- 1993年7月 - 国際金融局次長
- 1994年7月 - 財政金融研究所所長兼会計センター所長
- 1995年5月 - 国際金融局長（1998年6月より国際局長）
- 1997年7月 - 財務官
  - 1998年10月、アジア通貨危機に見舞われたアジア諸国の復興支援と国際金融資本市場の安定化を図るため、アジア蔵相・中央銀行総裁会議において、当時の宮澤喜一蔵相により提唱された2国間協力での日本による資金支援スキーム「新宮澤構想」を、黒田東彦国際局長らとまとめた[7][8]。
- 1999年7月 - 退官。後任は黒田東彦国際局長
- 慶應大学SFCグローバルセキュリティ研究所教授を経て、2006年春から早稲田大学総合研究機構客員教授（専任扱い）、同大学インド経済研究所所長に就任
- 2010年4月から青山学院大学教授。同大学のHPによると特別招聘教授の称号を贈呈されている。

## 人物
趣味はスキューバダイビング。妻と息子、娘がいる。
- 皇后雅子（当時: 小和田雅子）のハーバード大学経済学部卒業論文 “EXTERNAL ADJUSTMENT TO IMPORT PRICE SHOCKS / OIL IN JAPANESE TRADE”（輸入価格ショックへの外的調整・日本の石油貿易）[注 3]の謝辞において糠沢和夫、真野輝彦と共に名前が挙げられている。
- 財務官就任以降、カウンターパートナーである米国の通貨政策責任者であったローレンス・サマーズ財務副長官とは榊原がハーバード大学客員助教授をして以来の友人・知人関係にあった。また、米国相手でもコンプレックスなく猛烈なディベートをしかける持ち味が最大の財務官就任理由であったとされ、その後米国との歩調を合わせた為替介入政策で、1995年秋には超円高是正処置にその効果が表れ始めた。このことから、主にマスコミや為替ディーラー関係者から「ミスター円」の愛称で呼ばれるようになった。
- 政治の世界においては、かつて新自由クラブから出馬すべく準備していた時期があったが、実現しなかった[注 4]。2003年総選挙では民主党の政権交代後の「閣僚予定者名簿」において財務大臣として名を連ね、話題となった。
- 父は榊原麗一芦田均内閣総理大臣秘書官。祖父はキリスト教プロテスタントの牧師。

### 政策
- 理財局国庫課長の時に天皇陛下御在位六十年記念金貨発行を企画した。この金貨は額面10万円に対し、金の含有量が4万円分ほどしかなく、政府は1枚あたり6万円近い差益を得られた。そのため当初は税外収入獲得の妙案として高く評価されたが、鋳型から鋳造するだけの金貨は偽造防止が難しく、偽造金貨事件を誘発した[10]。そのうえ翌年に100万枚も追加発行して、記念硬貨としての希少性を失わせたといわれている。
- 第2次橋本内閣当時の財務官職在任中、金融ビッグバンの第一歩として、「内外資本取引の自由化」や「為銀主義の廃止」を柱とした外為法改正（1998年4月施行）で水野清を引き込んで、推し進めたとされている。

## 主張
その経歴からか退官後の教育者の立場になってからは英語で意思疎通をすることの重要性を大学（院）の講義・シラバスや著作の中で強調する。
退官後後の著作物の中ではアメリカ・欧州中心の時代が終わり再び中国・インド中心の時代が来る（リオリエント）と主張している。また官僚時代後半にも若手官僚の中国への留学を推進する（それまでは現在以上に大蔵省・財務省の若手の留学先はフランス・ドイツ・アメリカが中心）など、こうした意識を官僚の頃から抱いていたとされる。
日本のデフレーションについて「日本の場合、デフレといっても耐久消費財の価格下落の寄与率が高く、人々が日常的に購入する財の価格は継続的に下降しているわけではない。耐久消費財については、これだけ消費が広範に広がり競争が激しいので、下落するのはある意味では当然のことだ。とすれば、日本のデフレはそれほど心配することのない現象だ」「デフレが病気であるかのように嘆くのをやめ、緩やかなデフレを楽しむべきだ」と述べている。

### 発言
1995年に起こった大和銀行ニューヨーク支店巨額損失事件において、大和銀行から報告を受けながらも6週間も発表が遅延したことに関し、当時国際金融局長であった榊原はその理由として「（連絡しなかったことは）適切な措置であり、日米の文化の違いが理由だ」と述べた。 この説明に対し、米下院公聴会で非難が集中した。
2013年2月17日の朝日新聞インタビューで、「尖閣諸島を巡る問題の発端は、石原元知事や野田政権の購入・国有化の動きにあった。波風を立てた日本自身が外交的解決に向けて、あらゆる努力をすべきだ」と発言した。

## 役職
- 財団法人イオン環境財団評議員
- 財団法人インド経済研究所 所長

## 著書

### 単著
- "Dynamic Optimization and Economic Policy" American Economic Review. Dec. 1970; 60（5）: 826-36
- "A Dynamic Approach to Balance of Payments Theory" Journal of International Economics. Feb. 1975; 5（1）: 31-54
- "The End of Progressivism: A Search for New Goals" Foreign Affairs. Sept.-Oct. 1995; 74（5）: 8-14
- 『ユーロダラーと国際通貨改革』（日本経済新聞社, 1975年）
- 『日本を演出する新官僚像』（山手書房,1977年）
- 『資本主義を超えた日本――日本型市場経済体制の成立と展開』（東洋経済新報社, 1990年）
- 『文明としての日本型資本主義――「富」と「権力」の構図』（東洋経済新報社, 1993年）
- 『進歩主義からの訣別――日本異質論者の罪』（読売新聞社, 1996年）
- 『新世紀への構造改革――進歩から共生へ』（読売新聞社, 1997年）
- 『国際金融の現場――市場資本主義の危機を超えて』（PHP研究所［PHP新書］, 1998年）
- 『市場原理主義の終焉――国際金融の15年』（PHP研究所, 1999年）
- 『日本と世界が震えた日――サイバー資本主義の成立』（中央公論新社, 2000年）
- 『インドIT革命の驚異』（文藝春秋［文春新書］, 2001年）
- 『分権国家への決断』（毎日新聞社, 2002年）
- 『為替がわかれば世界がわかる』（文藝春秋, 2002年）
- 『新しい国家をつくるために』（中央公論新社, 2002年）
- 『構造デフレの世紀』（中央公論新社, 2003年）
- 『デフレ生活革命』（中央公論新社, 2003年）
- 『年金が消える』（中央公論新社, 2004年）
- 『経済の世界勢力図』（文藝春秋,2005年）
- 『アジアは近代資本主義を超える』（中央公論新社,2005年）
- 『食がわかれば世界経済がわかる』（文藝春秋,2006年）
- 『黄金の人生設計図』（中央公論新社,2006年）
- 『幼児化する日本社会』（東洋経済新報社,2007年）
- 『日本は没落する』（朝日新聞社, 2007年）
- 『政権交代』（文藝春秋, 2008年）
- 『没落からの逆転』（中央公論新社,2008年）
- 『大転換（パラダイム・シフト）』（藤原書店,2008年）
- 『強い円は日本の国益』（東洋経済新報社,2008年）
- 『龍馬伝説の虚実　勝者が書いた維新の歴史』（朝日新聞出版,2010年）
- 『財務官僚の仕事力　最強官庁の知られざる出世事情』　(SB新書,2015年)

### 歴史
- "A Qualitative Analysis of Euro-Currency Controls" （with John Hewson） Journal of Finance. May 1975; 30（2）: 377-400
- "The Effect of U.S. Controls on U.S. Commercial Bank Borrowing in the Euro-Dollar Market" （with John Hewson） Journal-of-Finance. Sept. 1975; 30（4）: 1101-10
- （薬師寺泰蔵）『社会科学における理論と現実――実証分析における一つの試論』（日本経済新聞社, 1981年）
- （I・ウォーラーステイン・網野善彦・川勝平太・山内昌之）『『地中海』を読む』（藤原書店, 1999年）
- （田原総一朗）『金融・経済日本再生!――「自由競争」万能は間違いだ!!』（扶桑社, 1999年）
- （水野清・岡本行夫・堺屋太一）『「官僚」と「権力」――省庁再編はなぜねじ曲げられたか』（小学館［小学館文庫］, 2001年）
- （和田秀樹）『本物の実力のつけ方』（東京書籍, 2004年）

### 編著
- 『FB政府短期証券』（金融財政事情研究会, 1986年）
- 『日米欧の経済・社会システム』（東洋経済新報社, 1995年）

## 出演番組
- 榊原英資 ショウアップ経済学 （ニッポン放送、毎週火曜日19:30 - 19:40）
- 榊原英資の食卓の向こうに（BS-i（現：BS-TBS）、過去）
- 榊原・嶌のグローバルナビ (BS-TBS)
- Bizスポ（NHK総合、不定期）
- 西部邁ゼミナール (TOKYO MX、過去)

| タイトル                     | 放送日         |
| ---------------------------- | -------------- |
| 当世スペシャリスト気質を論ず | 2009年4月18日  |
| 公共活動で市場の下支えを     | 2009年10月10日 |